# Albedometer

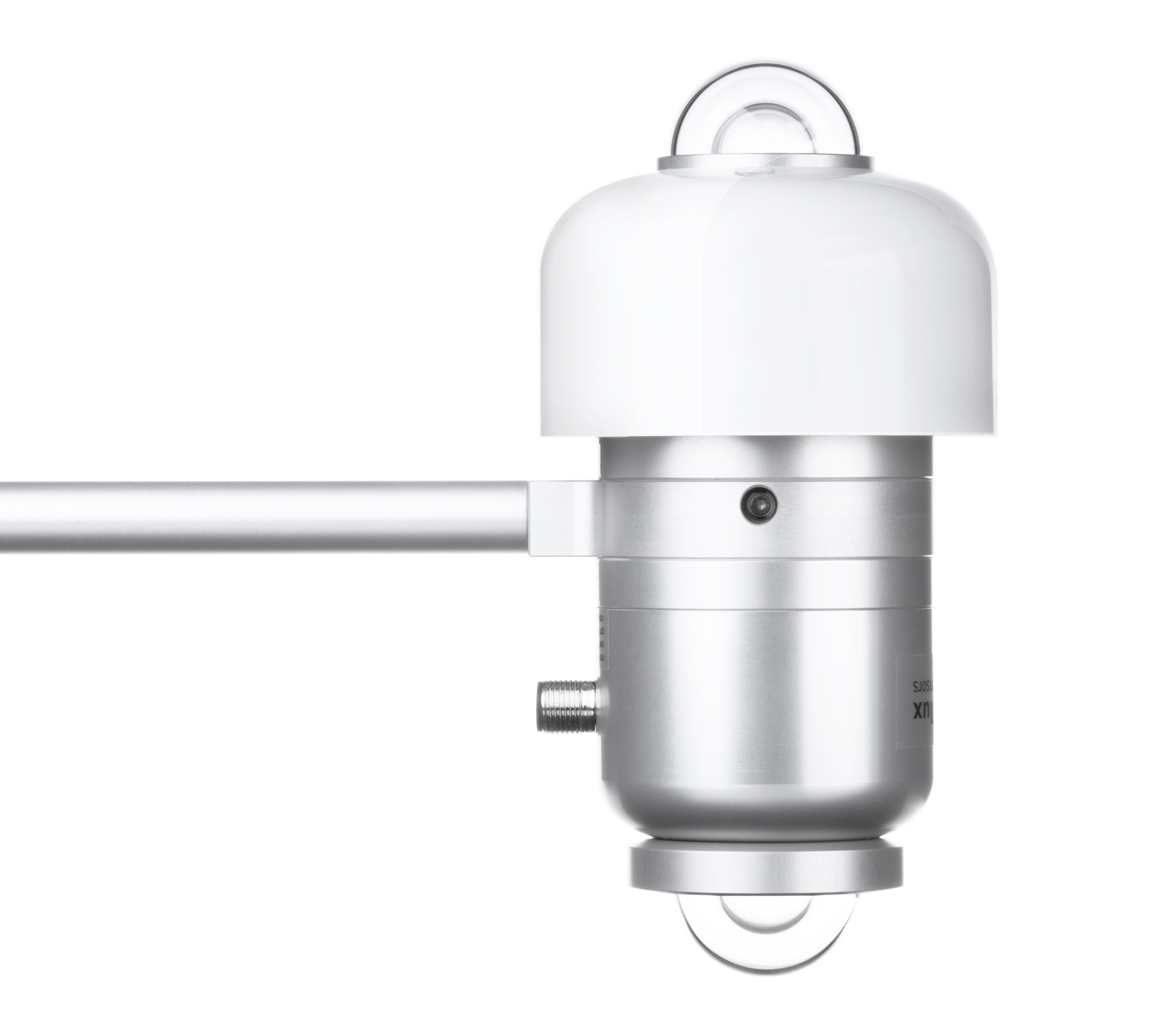
Ein Albedometer; es ist sowohl eine nach oben, als auch nach unten gerichtete Glaskuppel erkennbar

Ein Albedometer ist ein Gerät, das sowohl einen von oben kommenden als auch den von unten kommenden, reflektierten Strahlungsfluss messen kann. Es besteht aus zwei gegeneinander ausgerichteten Strahlungsmessgeräten.
Zur Messung kurzwelliger Strahlung können zwei Pyranometer eingesetzt werden, ein solches Albedometer heißt auch Doppelpyranometer oder Zweifach-Pyranometer. Mit ihm wird nur die kurzwellige Globalstrahlung der Sonne sowie die kurzwellige, von der Oberfläche unterhalb des Pyranometers – zum Beispiel dem Boden – reflektierte Strahlung gemessen. Es misst Strahlung im Bereich von 0,3 µm bis 2,8 µm; die langwellige Strahlung wird durch zwei Glaskuppeln ausfiltriert.
Um auch die langwellige atmosphärische Gegenstrahlung und deren langwellige reflektierte Strahlung zu messen, können Pyrgeometer eingesetzt werden.
Aus dem Verhältnis der beiden Strahlungsflüsse lässt sich die Albedo, also das Rückstrahlungsvermögen der reflektierenden Oberfläche berechnen. Außerdem kann aus den Werten die kurzwellige Strahlungsbilanz ermittelt werden.